# Amaryllis August
Amaryllis April Maltha August, född 2003, är en dansk skådespelare och modell. Hon är dotter till regissören Bille August och skådespelaren Sara-Marie Maltha.
Amaryllis August är självlärd som skådespelare och gjorde sin skådespelardebut i en större produktion i och med huvudrollen Laura i den danska TV-serien En familj som vår.

## Filmografi (i urval)
- 2024 – En familj som vår (TV-serie)
- 2024 – Greven av Monte Cristo (TV-serie)